# Hans Baumann (Skisportler)
Hans Baumann (* 28. März 1909; † unbekannt) war ein österreichischer Skilangläufer und Nordischer Kombinierer.
Baumann, der für den WSV Reutte startete, belegte bei den Olympischen Winterspielen 1936 in Garmisch-Partenkirchen den 17. Platz in der Nordischen Kombination und zusammen mit Fred Rößner, Harald Bosio und Erich Gallwitz den achten Rang im Skilanglauf in der Staffel.